# Vítězslav Mácha
Vítězslav Mácha (* 6. April 1948 in Krmelín; † 29. Mai 2023) war ein tschechoslowakischer Ringer. Er wurde bei den Olympischen Sommerspielen 1972 in München Olympiasieger im Weltergewicht (griech.-röm. Stil).

## Werdegang
Vitežlav Macha stammte aus Krmelín und begann dort als Jugendlicher mit dem Ringen. Über Vítkovice kam er zum tschechischen Spitzenklub "Banik" Ostrava, wo er von Trainer Kamil Odenahl zu einem Spitzenringer im griech.-röm. Stil geformt wurde. Seinen Einstand bei internationalen Meisterschaften gab er bereits als Neunzehnjähriger bei den Europameisterschaften in Minsk im Weltergewicht. Dort kam er auf den 11. Platz, wobei er in seinem ersten Kampf gegen den bundesdeutschen Meister Peter Nettekoven unentschieden rang.
Bis 1971 startete Vitežlav regelmäßig bei den Welt- und Europameisterschaften und auch bei den Olympischen Spielen 1968 in Mexiko-Stadt. Sein bestes Ergebnis war dabei der 7. Platz bei der Europameisterschaft 1968 in Västerås. In Mexiko-Stadt kam er auf den 8. Platz und bei der Weltmeisterschaft 1970 in Berlin gar nur auf den 11. Platz. Zweimal, bei der Europameisterschaft 1969 in Modena und bei der Weltmeisterschaft 1971 in Sofia musste er verletzt aufgeben und blieb unplatziert. In jenen Jahren verlor er auch mehrmals gegen Klaus Pohl aus der DDR.  Alles in allem also keine sehr erfolgreichen Jahre für ihn. Trotzdem blieb Vitežlav bei der Stange und trainierte fleißig weiter.
Der Erfolg stellte sich dann schlagartig im Jahre 1972 ein. Zunächst belegte er bei der Europameisterschaft in Kattowitz im Weltergewicht den 3. Platz und gewann damit die Bronzemedaille und dann sorgte er bei den Olympischen Spielen in München für einen Paukenschlag, als er mit fünf Siegen Olympiasieger wurde. Er verlor zwar in einem Vorrundenkampf gegen Iwan Kolew aus Bulgarien, der aber vor dem Finale ausschied. Im Finale besiegte Vitežlav den Griechen Petros Galaktopoulos, gegen den er bei der Europameisterschaft in Kattowitz noch verloren hatte.
1973 und 1974 gewann er bei den Europameisterschaften in Helsinki und Madrid jeweils die Silbermedaille. Er verlor dabei jedes Mal im Finale gegen Iwan Kolew. Auch bei der Weltmeisterschaft 1973 in Teheran unterlag er gegen Iwan Kolew und kam nur auf den 6. Platz. Insgesamt musste er also in den Jahren 1972, 1973 und 1974 bei den internationalen Meisterschaften von Iwan Kolew vier Niederlagen einstecken, die ihm mit Ausnahme von 1972 natürlich noch größere Erfolge kosteten.
Bei der Weltmeisterschaft 1974 in Kattowitz trumpfte Vitežlav aber wieder groß auf und wurde mit sechs Siegen Weltmeister. Dabei musste er aber nicht gegen Iwan Kolew antreten, denn dieser war nach Niederlagen gegen Iosif Berischwili aus der UdSSR und Jan Karlsson aus Schweden schon frühzeitig ausgeschieden.
Bei der Europameisterschaft 1975 in Ludwigshafen am Rhein gelang ihm dann endlich ein Sieg über Iwan Kolew. Allerdings verlor er in den entscheidenden Kämpfen um den Titel gegen Klaus-Peter Göpfert aus der DDR und Jan Karlsson und musste sich deshalb mit dem 3. Platz begnügen. Nach einem 4. Platz bei der Weltmeisterschaft 1975 in Minsk, bei der er erstmals gegen den neuen sowjetischen Star im Weltergewicht Anatoli Bykow verlor, stellte er sich bei den Olympischen Spielen 1976 in Montreal wieder in hervorragender Form vor. Dort besiegte er u. a. die beiden deutschen Starter Klaus-Peter Göpfert aus Zella-Mehlis und Karl-Heinz Helbing aus Mainz und gewann die Silbermedaille, weil er im Finale wieder gegen Anatoli Bykow verlor. Der Achtzehnjährige Karl-Heinz Helbing gewann hinter ihm die Bronzemedaille.
Zum erfolgreichsten Jahr von Vitežlav Macha wurde das Jahr 1977. Er gewann beide großen Titel, nämlich die Weltmeisterschaft in Göteborg und die Europameisterschaft in Bursa. Unter den von ihm dabei besiegten Ringern waren wieder Klaus-Peter Göpfert und Karl-Heinz Helbing aber auch die absoluten Spitzenringer Ferenc Kocsis aus Ungarn und Anatoli Bykow.
Bei der Europameisterschaft 1978 in Oslo verletzte sich Vitežlav und musste nach dem 2. Kampf aufgeben. Er musste eine längere Genesungspause einlegen und erreichte danach nicht wieder die alte Form. Bei der Weltmeisterschaft 1979 in San Diego verlor er deswegen gegen Ferenc Kocsis (Ringer)|Ferenc Kocsis und gegen den sowjetischen Sportler Wjatscheslaw Mkrytschew und kam nur auf den 9. Platz. Die Olympischen Spiele 1980 in Moskau, die noch einmal zu einem Höhepunkt in seiner Ringerlaufbahn werden sollten, sahen ihn auf dem 6. Platz. Nach zwei Siegen wurde er von Anatoli Bykow und Janko Schopow aus Bulgarien aus dem Turnier geworfen.
Insgesamt gesehen war die Karriere von Vitežlav Macha natürlich äußerst erfolgreich. Seine Erfolge haben ihm auch die tschechischen Medien nicht vergessen, denn er wurde im Jahre 2001 in den Kreis der zehn besten tschechischen Sportler des 20. Jahrhunderts gewählt und damit auf eine Stufe mit Emil Zátopek und Věra Čáslavská gestellt.

## Internationale Erfolge
(OS = Olympische Spiele, WM = Weltmeisterschaft, EM = Europameisterschaft, GR = griech.-röm. Stil, Le = Leichtgewicht, damals bis 70 kg Körpergewicht, We = Weltergewicht, bis 1968 bis 78 kg und ab 1969 bis 74 kg Körpergewicht)
- 1967, 11. Platz, EM in Minsk, GR, We, mit Unentschieden gegen Peter Nettekoven, BRD, und gegen Piotr Starczynski, Polen, und einer Niederlage gegen Matti Laakso, Finnland;
- 1968, 7. Platz, EM in Västerås, GR, Le, mit Siegen gegen Joseph Duvivier, Belgien, und Jose Luis Contreras, Spanien, und Niederlagen gegen Matti Poikala, Finnland, und Klaus Pohl, DDR;
- 1968, 8. Platz, OS in Mexiko-Stadt, GR, Le, mit Siegen über Mario Tovar, Mexiko, und Gordon Garvie, Kanada, und Niederlagen gegen Klaus Pohl, DDR, und Gennadi Sapunow, UdSSR;
- 1969, unpl., EM in Modena, GR, We, Aufgabe wegen Verletzung nach einem Sieg über Jan Karlsson, Schweden;
- 1970, 11. Platz, EM in Berlin, GR, We, mit einem Unentschieden gegen Toini Schoberg, Schweden, und Niederlagen gegen Klaus Pohl und Pentti Salo, Finnland;
- 1971, unpl., WM in Sofia, GR, We, Aufgabe wegen Verletzung nach einer Niederlage gegen Klaus Pohl;
- 1972, 3. Platz, EM in Kattowitz, GR, We, mit Siegen über Victor Prentu, Rumänien, Bernard Milhit, Schweiz, und Stanisław Krzesiński, Polen, und Niederlagen gegen Kasim Halilow, UdSSR, Boris Butrakow, Bulgarien, und Petros Galaktopoulos, Griechenland;
- 1972, Goldmedaille, OS in München, GR, We, mit Siegen über Nestor Gonzalez, Argentinien, Mehmet Türüt, Türkei, Klaus Pohl, Daniel Robin, Frankreich, und Petros Galaktopoulos und trotz einer Niederlage gegen Iwan Kolew, Bulgarien;
- 1973, 2. Platz, EM in Helsinki, GR, We, mit Siegen über Johannes von de Paverde, Niederlande, Imant Klintson, UdSSR, Anders Persson, Schweden, Niels Madsen, Dänemark, und Vojislav Tabacki, Jugoslawien, einem Unentschieden gegen Klaus-Peter Göpfert, DDR, und einer Niederlage gegen Iwan Kolew;
- 1976, 6. Platz, WM in Teheran, GR, We, mit Siegen über Kasim Halilow, Ferenc Kocsis, Ungarn, und Kung Young Shik, Nordkorea, und einer Niederlage gegen Iwan Kolew;
- 1974, 2. Platz, "Nikola-Petrow"-Turnier in Plewen, GR, We, hinter Anatoli Bykow, UdSSR, und vor Iosif Berischwili, UdSSR;
- 1974, 2. Platz, EM in Madrid, GR, We, mit Siegen über Iosif Berischwili, Tevfik Aydeniz, Türkei, und Hans-Joachim Klötzing, BRD, einem Unentschieden gegen Vojislav Tabacki und einer Niederlage gegen Iwan Kolew;
- 1974, 1. Platz, WM in Kattowitz, GR, We, mit Siegen über Apostolos Messiakaris, Griechenland, Rashem Ghombari, Iran, Jan Karlsson, Iosif Berischwili, Veikko Lavonen, Finnland, und Mihály Toma, Ungarn;
- 1975, 3. Platz, EM in Ludwigshafen am Rhein, GR, We, mit Siegen über Iwan Kolew, Max Stacher, Schweiz, Petros Galaktopoulos und Wladimir Zemkow, UdSSR, und Niederlagen gegen Klaus-Peter Göpfert und Jan Karlsson;
- 1975, 4. Platz, WM in Minsk, GR, We, mit Siegen über Jan Karlsson, Johann Kiss, Österreich, Vojislav Tabacki und Hans-Joachim Klötzing und Niederlagen gegen Mihály Toma und Anatoli Bykow;
- 1976, Silbermedaille, OS in Montreal, GR, We, mit Siegen über Klaus-Peter Göpfert, Brian Renken, Kanada, Janko Schopow, Bulgarien, Karl-Heinz Helbing, BRD, Mikko Huhtala, Finnland, und einer Niederlage gegen Anatoli Bykow;
- 1977, 1. Platz, EM in Bursa, GR, We, mit Siegen über Mikko Huhtala, Stanislaus Krzesinski, Tage Weirum, Dänemark, Wladimir Zemkow und Klaus-Peter Göpfert;
- 1977, 1. Platz, WM in Göteborg, GR, We, mit Siegen über Johannes von der Paverd, Klaus-Peter Göpfert, Ferenc Kocsis, Anatoli Bykow und Janko Schopow; im Kampf Mácha gegen Karl-Heinz Helbing wurden beide Ringer wegen Passivität disqualifiziert;
- 1978, unplatziert, EM in Oslo, GR, We, nach Siegen über Georg Brötzner, Österreich, und Karl-Heinz Helbing Aufgabe wegen Verletzung;
- 1979, 9. Platz, WM in San Diego, GR, We, mit einem Sieg über Idalberto Barba, Kuba, und Niederlagen gegen Ferenc Kocsis und Wjatscheslaw Mkrytschew, UdSSR;
- 1980, 6. Platz, OS in Moskau, GR, We, mit Siegen über Jacques van Lancker, Belgien, und Lennart Lundell, Schweden, und Niederlagen gegen Anatoli Bykow und Janko Schopow